# Buichi Terasawa
Buichi Terasawa (寺沢 武一, Terasawa Buichi) est un dessinateur de manga né le 30 mars 1955 à Asahikawa dans l'île de Hokkaidō et mort le 8 septembre 2023 à Tokyo.
Il est principalement connu en tant qu'auteur de Cobra, manga paru entre 1978 et 1984 et adapté en films et série TV d'animation à partir de 1982, qui raconte les aventures du corsaire de l'espace – représenté sous les traits de Belmondo.

## Biographie
Buichi Terasawa est né le 30 mars 1955 sur l'île de Hokkaidō.
Il rate son examen d'entrée à la faculté de médecine et se lance dans le manga en 1974, après avoir remporté le premier prix d'un concours de dessin, et ce malgré une forte attirance pour le cinéma. Il dessine une trentaine de shōjo (manga pour jeunes filles) avant de devenir en 1976 l'assistant d'Osamu Tezuka. Terasawa travaille alors sur Black Jack, Phénix, Unico, Bouddha, etc.
Il devient mangaka indépendant en 1977 et crée le studio Black Sheep. Il publie dans le Weekly Shōnen Jump les premières histoires de Cobra. Viennent ensuite les aventures de Takeru, Midnight Eye Goku, Kabuto ou le premier manga en couleur sur ordinateur Black Knight BAT. 
L'auteur revient toujours à ses premières amours : Cobra. Ses aventures s'arrêtent 7 ans plus tard, mais connaissent dans le milieu des années 1990 un nouveau départ avec la publication de nouvelles histoires, numériques et en couleurs.
En 1998, Buichi Terasawa est atteint d'une tumeur au cerveau, maladie qu'il révèle publiquement en 2003. Il meurt le 8 septembre 2023 d'un infarctus du myocarde, à l'âge de 68 ans,,.

## Œuvre
- 1977 : Ô mère nature, sois verte ! (大地よ、蒼くなれ, Daichiyo, aoku nare?) est présenté au 13e prix Tezuka[6].
- 1978 : Cobra[7]
- 1985 : The Black Knight BAT
- 1987 :
  - Kabuto
  - Midnight eye Goku
- 1988 : Gundragon Sigma
- 1992 : Takeru
- 1995 : Cobra, en couleur et en numérique, prépublié chez Super Jump de Shūeisha

## Postérité
Il aurait vendu plus de 20 millions de manga dans le monde d'après "isan manga" « Ses œuvres sont traduites dans de nombreux pays et il a vendu au total plus de 20 millions de manga à travers le monde. » ; 50 millions d'après "Le Monde/AFP" citant Mangazenkan « Le manga s’écoulera à quelque 50 millions d’exemplaires dans le monde selon le site spécialisé Mangazenkan, cité par l’AFP. » .